# IC 1590
IC 1590 — розсіяне скупчення типу OCL+EN у сузір'ї Кассіопея.
Цей об'єкт міститься в оригінальній редакції індексного каталогу.